# Adam Ksieniewicz
Adam Ksieniewicz (ur. 22 sierpnia w Gdańsku) – polski artysta fotograf, uhonorowany tytułami Artiste FIAP (AFIAP) oraz Excellence FIAP (EFIAP). Członek rzeczywisty i Artysta Fotoklubu Rzeczypospolitej Polskiej (AFRP). Członek rzeczywisty Tarnowskiego Towarzystwa Fotograficznego.

## Życiorys
Adam Ksieniewicz absolwent Politechniki Gdańskiej oraz Uniwersytetu Marii Curie-Skłodowskiej w Lublinie (Wydział Artystyczny) – związany z tarnowskim środowiskiem fotograficznym – mieszka, pracuje, tworzy w Lubawie. Miejsce szczególne w jego twórczości zajmuje fotografia aktu, fotografia portretowa, fotografia studyjna. 
Adam Ksieniewicz jest autorem i współautorem wielu wystaw fotograficznych; indywidualnych, zbiorowych, poplenerowych; krajowych i międzynarodowych. Jego fotografie były prezentowane na wielu wystawach pokonkursowych w Polsce i za granicą. Brał aktywny udział w ogólnopolskich i Międzynarodowych Salonach Fotograficznych, organizowanych między innymi pod patronatem FIAP, zdobywając wiele akceptacji, medali, nagród, wyróżnień, dyplomów oraz listów gratulacyjnych. Jest członkiem rzeczywistym Tarnowskiego Towarzystwa Fotograficznego. Prowadzi prelekcje, spotkania, warsztaty fotograficzne. W 2018 został przyjęty w poczet członków rzeczywistych Fotoklubu Rzeczypospolitej Polskiej Stowarzyszenia Twórców (legitymacja nr 437). 
Pokłosiem udziału w Międzynarodowych Salonach Fotograficznych (pod patronatem FIAP) było przyznanie Adamowi Ksieniewiczowi (w 2015) tytułu honorowego Artiste FIAP (AFIAP) oraz (w 2016) tytułu Excellence FIAP (EFIAP) – przez Międzynarodową Federację Sztuki Fotograficznej, z siedzibą w Luksemburgu.